# Млодавін-Дольни
Млодавін-Дольни (пол. Młodawin Dolny) — село в Польщі, у гміні Заполиці Здунськовольського повіту Лодзинського воєводства.
У 1975-1998 роках село належало до Серадзького воєводства.